# Thunstetten BE
| BE ist das Kürzel für den Kanton Bern in der Schweiz. Es wird verwendet, um Verwechslungen mit anderen Einträgen des Namens Thunstetten zu vermeiden. |

Thunstetten (im einheimischen Dialekt: [ˈtʊːnˌʃtɛtːə]) ist eine politische Gemeinde im Verwaltungskreis Oberaargau des Kantons Bern in der Schweiz.
Unter dem Namen Thunstetten existieren neben der Einwohnergemeinde eine evangelisch-reformierte Kirchgemeinde und eine Burgergemeinde.
Obwohl die Gemeinde Thunstetten heisst, ist der grösste Ort Bützberg, wo auch die Gemeindeverwaltung steht.

## Geographie

Luftbild von Bützberg von Walter Mittelholzer (1923)

Thunstetten liegt im Landesteil Oberaargau des Kantons Bern im Schweizer Mittelland. Die Nachbargemeinden sind Aarwangen, Langenthal, Bleienbach, Thörigen, Herzogenbuchsee und Graben. Neben den genannten Dörfern Bützberg und Thunstetten (1220 Tunchsteten) gehören zur Gemeinde Thunstetten die Weiler Butzimatt, Erlenmoos, Forst, Im Holz, Hof, Ischmatt, Längmatt, Moos, Auf dem Rain, Rank, Rängershäusern, Sängeli, Weissenried, Welschland und Wischberg.

## Geschichte
Die Johanniterkommende Thunstetten ist 1220 als domus hospitalis in Tunchsteten bezeugt. Sie entstand wohl vor 1210 durch unbekannte Stifter und führt seit 1274 ein eigenes Siegel. Einheimische Adelsfamilien, u. a. die von Balm, Luternau und Önz, unterstützten die Kommende mit Schenkungen. Selbst arrondierte die Komturei im 13./14. Jahrhundert ihre Grund- und Gerichtsherrschaft Thunstetten. Die Johanniter von Thunstetten besassen Güter u. a. im Oberaargau, Seeland, in Twann (Rebberge) und erwarben diverse Kirchensätze, so in Lotzwil, Ursenbach, Egerkingen, Aetigen, Rohrbach und Waldkirchen (Gemeinde Niederbipp). Sie waren eng verbunden mit der Komturei Münchenbuchsee, u. a. versahen verschiedene Komture die beiden Häuser in Personalunion. Die Komturei schloss Burgrechte mit Wangen (1320) und Bern (1329, 1466, 1494, 1504). In der Reformation wurde die Komturei säkularisiert; der ganze Besitz ging an Bern über und wurde vom Landvogt von Aarwangen verwaltet.

## Sehenswürdigkeiten
In Thunstetten steht das kleine Schloss Thunstetten, das 1713 bis 1715 für Hieronymus von Erlach erbaut wurde.

## Bilder

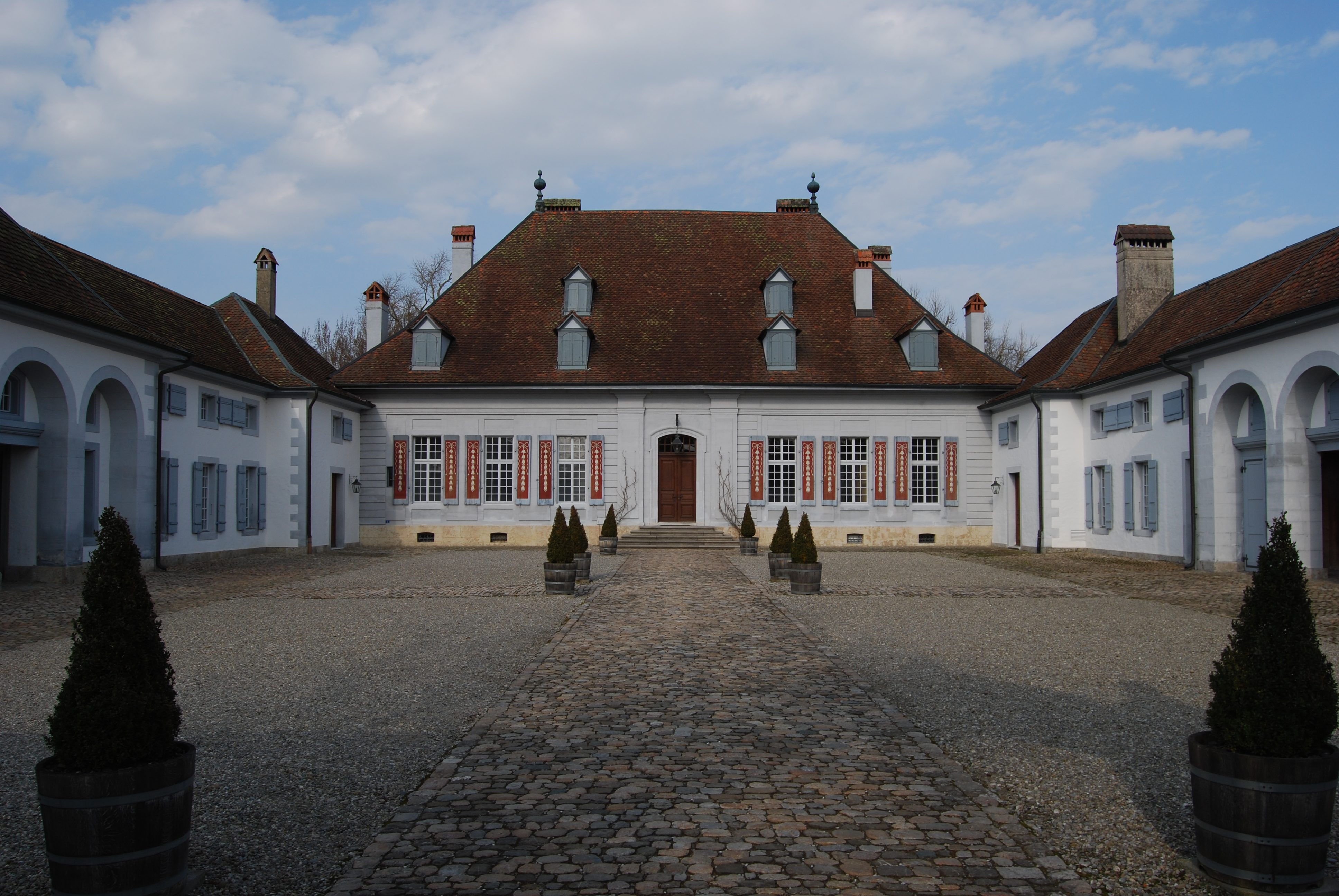
Schloss Thunstetten
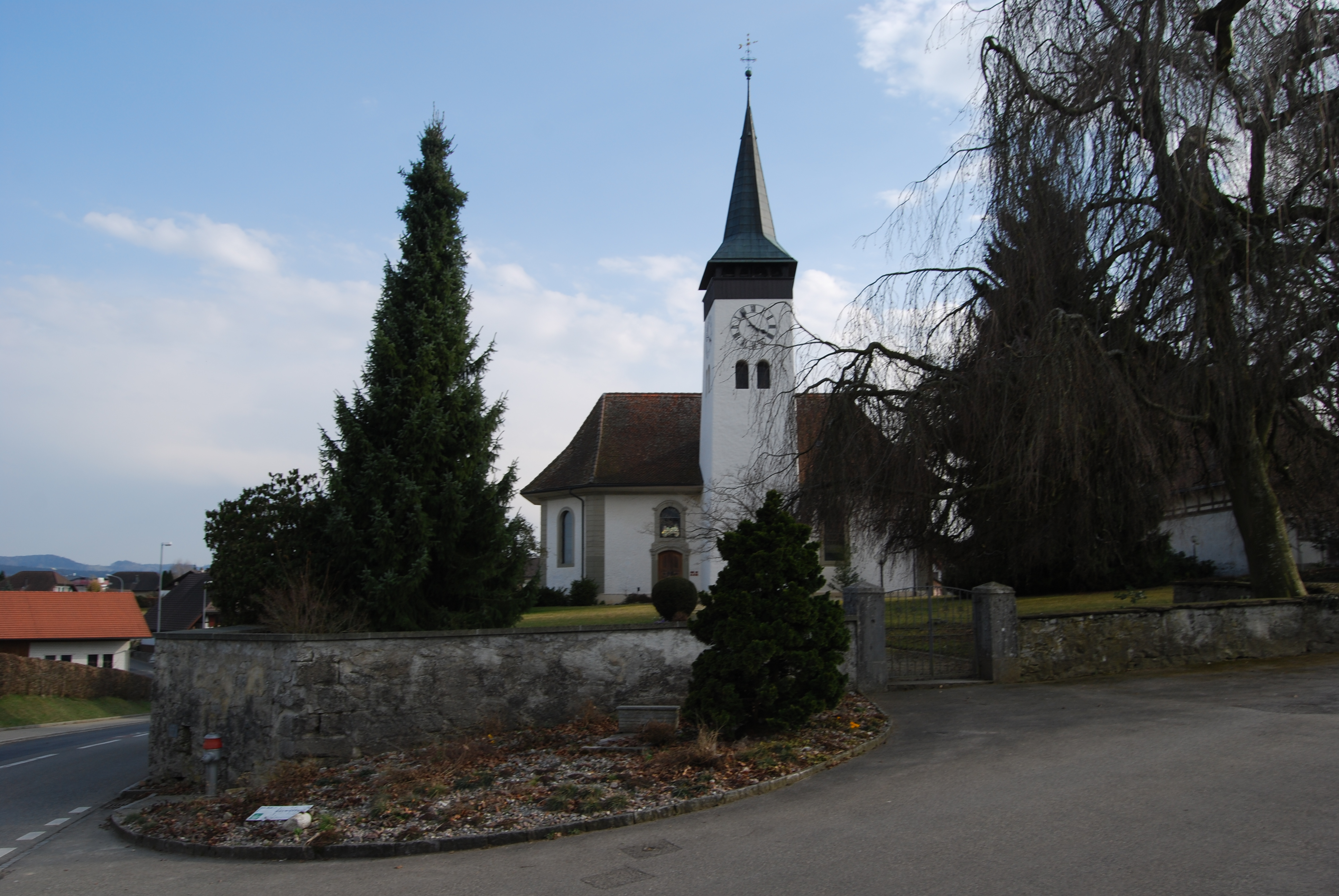
Reformierte Kirche
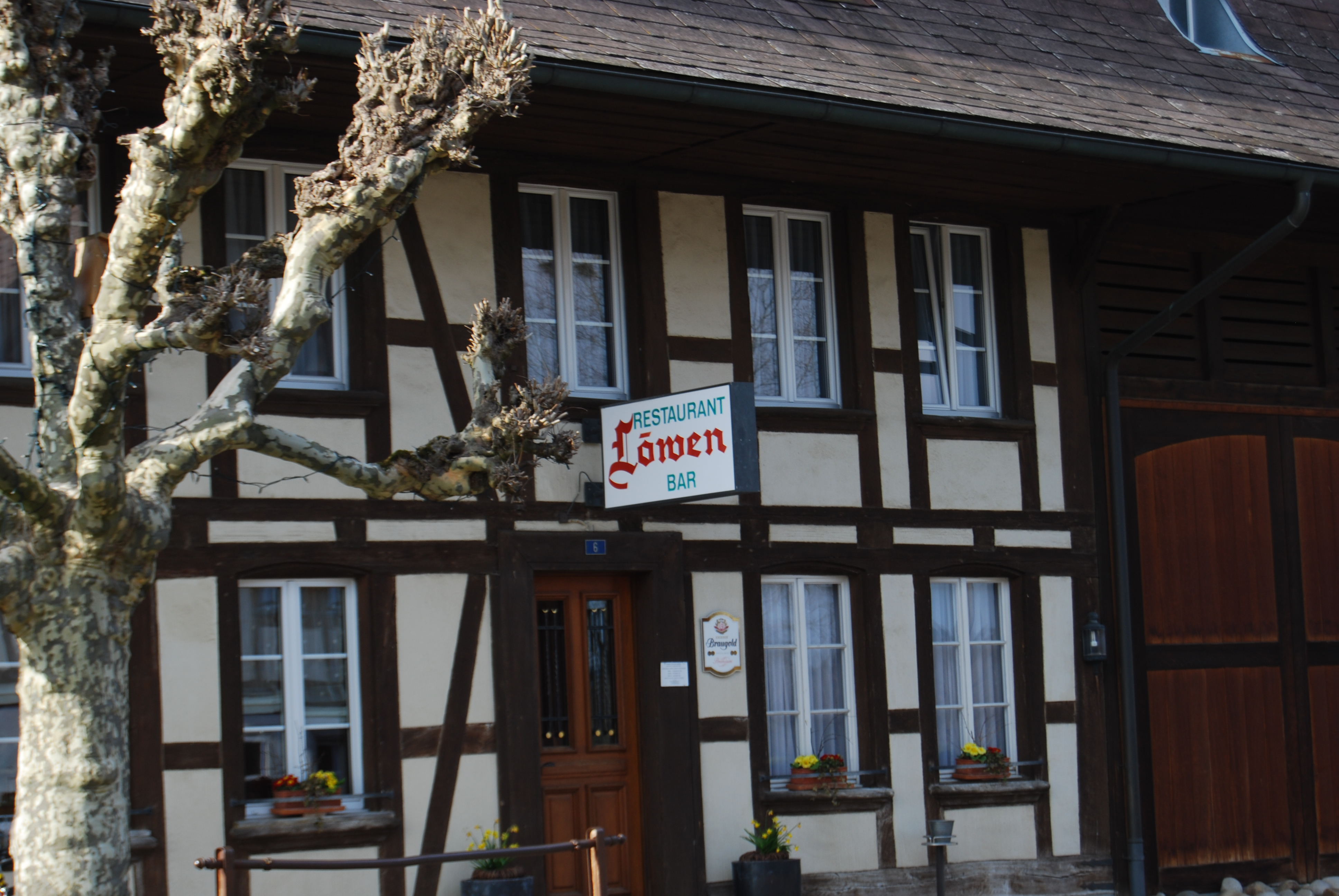
Restaurant «Löwen», historisches Fachwerkhaus
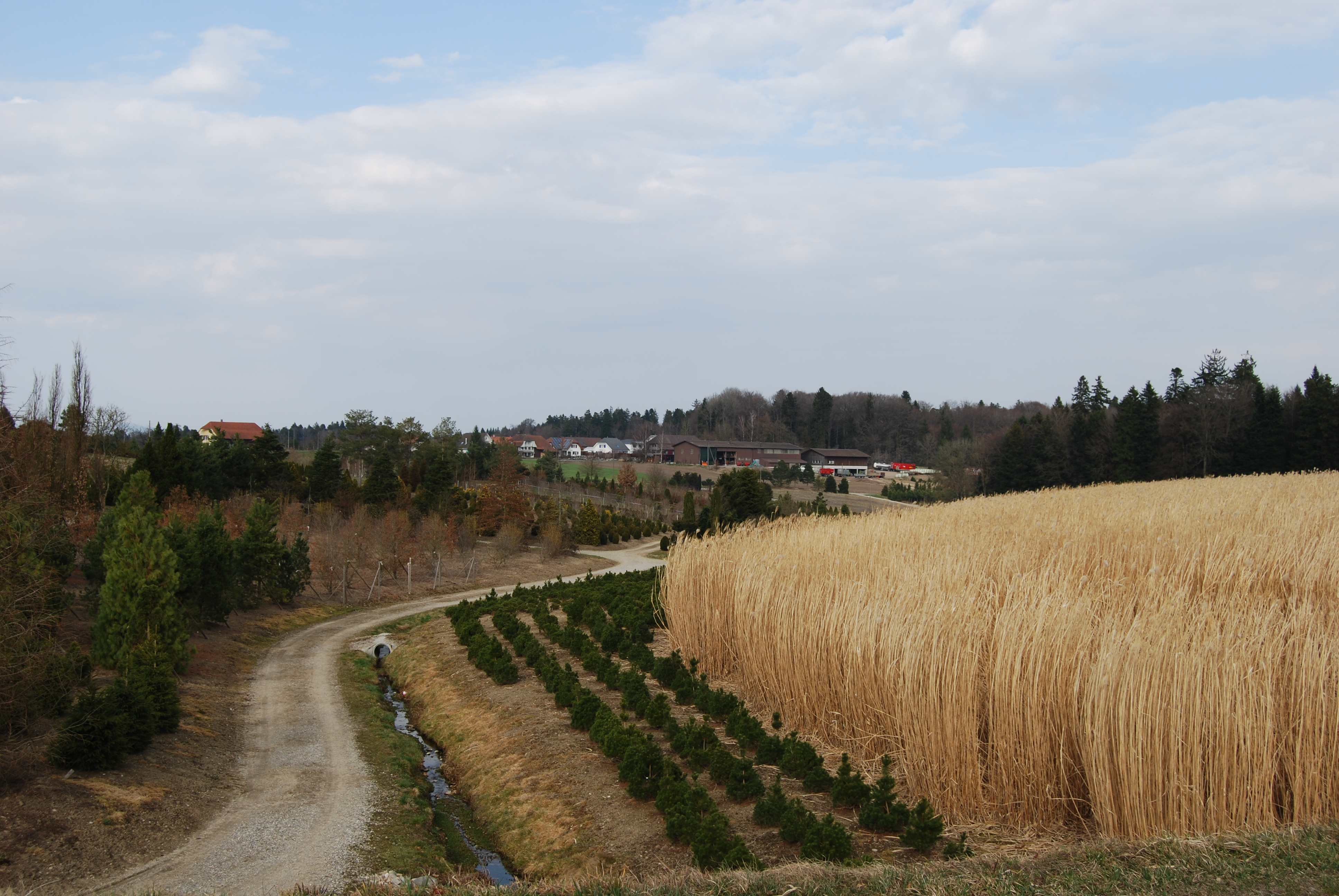
Baumschule am Ortsrand
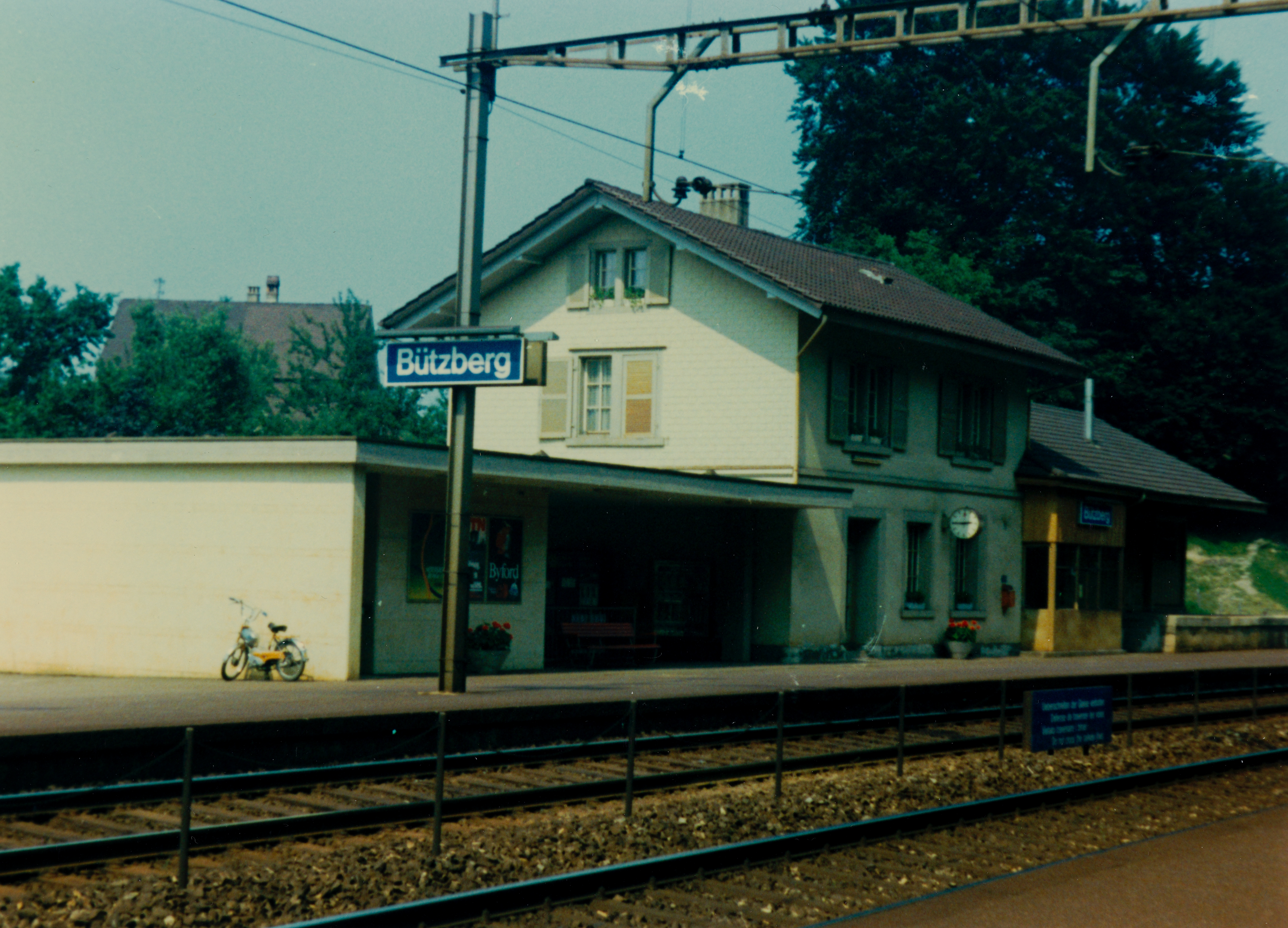
Bahnhof Bützberg (1975, vor Schliessung 1983)

## Burgerfamilien
Den Burgern von Thunstetten gehören folgende Familien an: Amport, Born, Brügger, Burri, Grogg, Gygax, Hug, Iseli, Jenzer, Marti, Rickli, Sägesser, Schneider, Strasser, Trösch, Waldmann und Wüthrich.

## Persönlichkeiten
- Johannes Schlosser (1804–1882), Pädagoge und Pionier des Bildungswesens im 19. Jahrhundert